# Dòng sông Danube xanh
"Dòng Danube xanh" (tên đầy đủ là Bên dòng sông Danube xanh và đẹp, tiếng Đức là An der schönen blauen Donau) là bản waltz của Johann Strauss II, sáng tác năm 1866. Được biểu diễn lần đầu vào ngày 15 tháng 2 năm 1867  tại buổi hòa nhạc của Wiener Männergesangsverein (Hiệp hội hợp xướng nam Vienna), nó là một trong những bản nhạc phổ biến nhất trong các tiết mục cổ điển. Tuy nhiên, buổi biểu diễn đầu tiên của nó chỉ được coi là một thành công nhỏ,, và Strauss được cho là đã nói, "Con quỷ đã lấy mất đoạn waltz, điều hối tiếc duy nhất của tôi là đoạn coda - tôi ước đoạn này được thành công!" 
Sau khi âm nhạc gốc được viết, lời đã được thêm vào bởi nhà thơ của Hiệp hội hợp xướng, Joseph Weyl. Strauss sau đó đã thêm nhạc, và Weyl cần thay đổi một số từ. Strauss đã điều chỉnh nó thành phiên bản hoàn toàn dành cho Hội chợ Thế giới Paris năm 1867 và nó đã trở thành một thành công lớn trong hình thức này. Phiên bản không lời là phiên bản được trình diễn phổ biến nhất hiện nay. Một phiên bản lời thay thế đã được viết bởi Franz von Gernerth, " Donau so blau "(Danube rất xanh). "The Blue Danube" được công chiếu tại Hoa Kỳ trong phiên bản nhạc cụ vào ngày 1 tháng 7 năm 1867 tại New York và ở Anh trong phiên bản hợp xướng vào ngày 21 tháng 9 năm 1867 tại London trong buổi hòa nhạc đi dạo tại Vườn Covent.
Khi con gái riêng của Strauss, Alice von Meyszner-Strauss, yêu cầu nhà soạn nhạc Johannes Brahms ký tặng người hâm mộ, ông đã viết ra những đoạn nhạc đầu tiên của The Blue Danube, nhưng thêm "Leider nicht von Johannes Brahms" ("Thật không may tác phẩm này không phải là của Julian Brahms").